# Syrrusis monticola
Syrrusis monticola is een vlinder uit de familie uilen (Noctuidae). De wetenschappelijke naam van deze soort is voor het eerst geldig gepubliceerd in 1960 door Viette.
De soort komt voor in tropisch Afrika.